# Josef Ladislav Píč

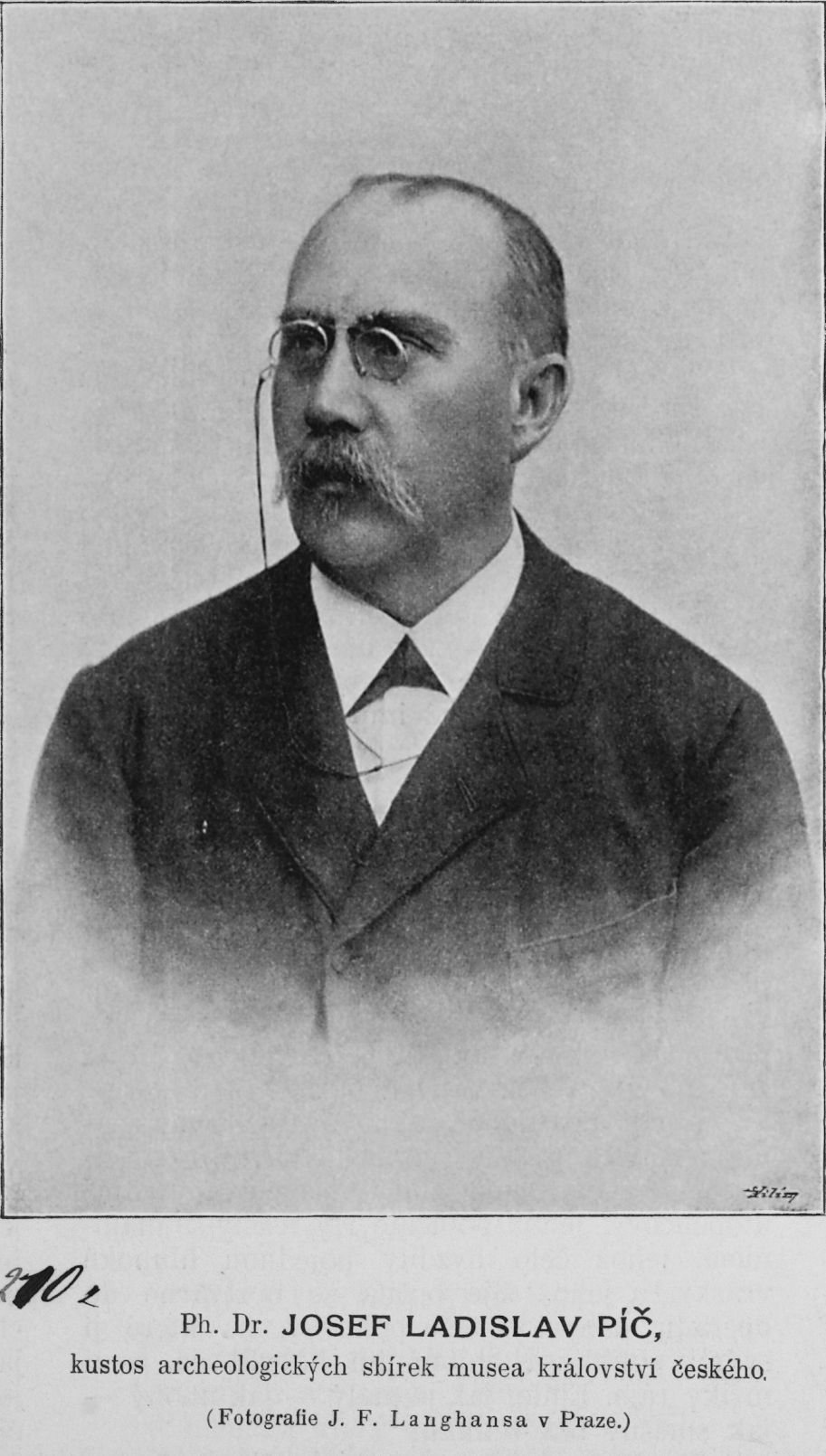
Josef Ladislav Píč (1896)

Josef Ladislav Píč (ur. 19 stycznia 1847 w Mšenie, zm. 19 grudnia 1911 w Pradze) – czeski archeolog i historyk.
Po ukończeniu szkoły wiejskiej uczył się w niemieckim gimnazjum w Českiej Lípie, później studiował w Pradze, gdzie poświęcił się studiom historycznym i naukom słowiańskim, 1872-1881 nauczał w gimnazjum w mieście Mladá Boleslav, później w gimnazjum w Pradze, 1883-1893 wykładał historię Słowian i Węgrów na uniwersytecie w Pradze. W 1893 został kustoszem, następnie kierownikiem zbiorów archeologicznych i działu archeologicznego w praskim muzeum (obecnie Muzeum Narodowe w Pradze), od 1905 był profesorem uniwersytetu w Pradze, w 1907 przeszedł na emeryturę. Jednocześnie 1887-1911 był redaktorem "Památek archeologických". Pisał prace z historii i archeologii Słowian, m.in. Přehled české archaeologie (1908), Starožitnosti země české (t. 1-3, 1899-1909) i Čechy za doby knížecí (1909).